# Takotna (rivière)
La rivière Takotna est un cours d'eau d'Alaska, aux États-Unis situé dans la région de recensement de Yukon-Koyukuk. C'est un affluent du fleuve Kuskokwim.

## Description
Longue de 120 milles (193 km), elle prend sa source au confluent de Little Waldren Fork et de Moore Creek et coule en direction du nord-est pour se jeter dans le fleuve Kuskokwim au nord de McGrath.
Son nom local a été référencé en 1838 par le lieutenant Lavrenti Zagoskine comme étant Tochotno. C'est en 1908 qu'A.G. Maddren de l'United States Geological Survey, lui a donné son nom traduit actuel.

## Affluent
- Nixon Fork